# حاسي مماش
حاسي مماش إحدى بلديات دائرة حاسي مماش التابعة لولاية مستغانم.